# João Gabriel da Silva Teles
João Gabriel de Silva Teles, noto semplicemente come João Gabriel (Aracaju, 22 marzo 1992), è un calciatore brasiliano, portiere del Maringá.

## Carriera
Ha esordito in Série A il 15 novembre 2018 disputando l'incontro pareggiato 0-0 contro lo Sport Recife.